# Петропавловск (Большесосновский район)
Петропавловск — село в Большесосновском районе Пермского края. Административный центр Петропавловского сельского поселения.

## История
Населённый пункт упоминается в письменных источниках с 18 века. Первоначально известен как деревня Дурыманова. Селом стал в 1833 году в связи с постройкой здесь каменной церкви в честь Петра и Павла. Современное название дано по церкви. До 1924 года являлся центром Петропавловской волости Сарапульского уезда Вятской губернии.

## Географическое положение
Село расположено в 21 км к западу от административного центра района, села Большая Соснова, на берегах реки Малая Чёрная, правом притоке реки Чёрная, которая в свою очередь впадает в реку Сива.

## Население
| 2010 |
| ---- |
| 588  |

## Инфраструктура
В селе имеются средняя школа, детский сад, сельская врачебная амбулатория, дом культуры, библиотека.

## Улицы[3]
- 8 Марта ул.
- Гагарина ул.
- Журавлёва ул.
- Калинина ул.
- Ленина ул.
- Липина ул.
- Новая ул.
- Советская ул.

## Топографические карты
- Лист карты O-40-85 Петропавловск. Масштаб: 1 : 100 000. Состояние местности на 1983 год. Издание 1984 г.

## Известные уроженцы
Сидельникова Хриесса Евгеньевна (1898—?) — советский государственный, партийный и общественный деятель. Почётный гражданин Йошкар-Олы (1969). Участница Гражданской войны в России. Член РКП(б) с 1920 года.